# Comuna Tuzla, Cetatea Albă
Tuzla (în ucraineană Тузли, transliterat: Tuzlî) este o comună în raionul Cetatea Albă, regiunea Odesa, Ucraina, formată din satele Băile Burnas, Tuzla (reședința), Veselia-Bâlca și Zangherovca.

## Demografie
Componența lingvistică a comunei Tuzla
     Ucraineană (91,77%)
     Rusă (5,48%)
     Română (1,31%)
     Alte limbi (0,97%)
Conform recensământului din 2001, majoritatea populației comunei Tuzla era vorbitoare de ucraineană (91,77%), existând în minoritate și vorbitori de rusă (5,48%) și română (1,31%).